# Idioma lombardo (germánico)
El lombardo o lagobardo es la lengua extinta de los antiguos lombardos (langobardi), un pueblo germánico que se asentó en Italia en el siglo VI. La lengua empezó a declinar en el siglo VII, aunque podría haberse hablado marginalmente hasta tan tarde como el 1000 d. C. La lengua se conoce sólo fragmentariamente, siendo la principal evidencia algunas palabras aisladas citadas en textos latinos.

## Historia
Los lombardos, en su origen, según Pablo el Diácono (720-799), se llamaron Winnili. Según una leyenda, su nombre cambió a longobardos antes de una batalla contra los vándalos. Estos últimos fueron a ver al dios Godan o Votan (Odín) suplicando que les diera la victoria y este les dijo que se la daría al primero que viera al amanecer. Posteriormente, la madre de los dos jefes lombardos, Gambara, suplicó a la diosa Frea (Frigg), esposa de Godan, que les diera también la victoria y esta última les aconsejó que, al tener menos caballería que los vándalos, todas las mujeres de los lombardos llevasen el cabello suelto y cubriéndoles la parte inferior de la cara, pareciendo hombres con barba y así se presentasen a la mañana siguiente con sus hombres formando la línea de batalla. Hecho esto, el dios Godan a la salida del sol vio a los lombardos y exclamó: ¿De quiénes son esas largas barbas? y Frea le dijo que tenía que dar la victoria a quienes había dado el nombre de «largas barbas» o longobardos (cfr. alemán lang ‘largo’ y Bart ‘barba’).
Situada esta región de Italia septentrional —entre Austria, Suiza, y las regiones italianas de Emilia, Liguria, Piamonte y Venecia—, fue ocupada por los sículos, y conquistada posteriormente por los galos ambrones, etruscos e insubrios.
Desde el año 222 a. C., fue sometida por los romanos que le dieron el nombre de Galia Cisalpina y más tarde fue ocupada por los hérulos, ostrogodos, griegos, lombardos y francos de Carlomagno. Bajo el Imperio, la ciudad más prestigiosa fue Milán, mientras que con los lombardos la capital fue Pavía.
Los lombardos eran uno de los pueblos germánicos que habían abandonado sus antiguas moradas para habitar mejores tierras. Ocuparon primeramente el país atravesado por el Elba en su curso inferior y posteriormente llegaron cerca de los cheruscos y en el año 170 se establecieron en la frontera de Panonia, un extremo belicoso. Cuando tuvieron la oportunidad, en tiempos del emperador Justiniano ocuparon la Panonia y el general bizantino Narsés les ofreció que se establecieran en Italia y consiguieron en breve tiempo ser dueños de Venecia, Milán, Liguria y Pavía.
Alboino, jefe de los lombardos, continuó ensanchando los límites de su reciente reino en Italia y llegó a señorear la parte de Italia conocida desde entonces con el nombre de Lombardía. Su reinado duró poco más de tres años, luchó contra los gépidos y antes de ser el rey del Reino de Lombardía, dio muerte a dos príncipes de los gépidos. Sin embargo se casó con Rosamunda, hermana de aquellos, provocando después ella misma la venganza por la muerte de sus hermanos, ya que su esposo, Alboino, le obligó a beber en el cráneo de uno de sus hermanos asesinados, esto le trajo dolorosos recuerdos y desde entonces ese dolor se convirtió en odio impecable, haciéndose célebre por su terrible venganza, sirviéndose de Peredeo.
Tras la muerte posterior de Rosamunda y Peredeo, se formaron en el territorio conquistado por los lombardos treinta y siete ducados independientes.
Esta desmenbración fue perjudicial para ellos y funesta para Italia, ya que los duques lombardos trataron sin piedad a los vencidos, apoderándose de todas las tierras de dominio público y las propiedades de los particulares que mejor les parecían.
San Gregorio, lamentándose de lo dicho, dejó escrito lo siguiente: «Las ciudades están despobladas, las fortalezas destruidas, las iglesias incendiadas, los monasterios arruinados, los campos incultos y las fieras se pasean por donde antes habitaban una multitud de hombres».

## Clasificación
Los cambios fonéticos observables en las palabras conservadas sugieren que el lombardo comparte algunas de segunda mutación consonántica del germánico, por esa razón se considera dentro del germánico del Elba o más específicamente las lenguas altogermánicas. Previamente, se había supuesto que el lombárdico podría estar más cercano con el anglo-frisio o germánico del mar del Norte, aunque esta hipótesis se considera obsoleta. Entre las evidencias que ligan el lombardo al alto alemán antiguo están:
- /*t/ > /ʦ/. La Historia Langobardorum de Pablo el Diácono menciona a un duque llamado Zaban en el 574, cuyo nombre muestra el cambio /*t/> /ʦ/ z. Igualmente el término stole-sazo (cuyo segundo elemento es cognado del alemán Gesäß ‘nalgas’), mencionado en el edicto de Rotario muestra el mismo cambio.
- /b/ > /p/ Muchos nombres de familias reales muestran mutaciones, de este tipo:
pert < bert: Aripert, Godepert
perg < berg: Perctarit, Gundperga (hija del rey Agilulfo)
prand < brand: Ansprand, Liutprand

Se ha sugerido que estas mutaciones consonánticas de hecho procederían del área lombarda y se habrían extendido al alto alemán antiguo.[cita requerida]
La clasificación del lombardo y los hechos fonéticos pueden verse oscurecidos por la ortografía. De acuerdo a Hutterer (1999) esta lengua sería cercana al sajón antiguo. Tácito sitúa a los lombardos junto a los suevos. Pablo el Diácono (siglo VIII) y el Codex Gothanus (siglo IX) consideran que en último término son de origen escandinavo, habiéndose asentado en el río Elba algún tiempo antes de llegar a Italia.

## Descripción lingüística
En ausencia de textos lombardos, no es posible hacer una descripción detallada de la morfología o la gramática de esta lengua. Resulta algo más sencillo reconstruir hipotéticamente su fonología, tanto a partir de los fragmentos en lombardos encontrados tanto en alfabeto rúnico, como en transcripciones latinas, e incluso en textos influidos por la ortografía del alto alemán antiguo. El «alfabeto lombardo», tal como se transcribe usualmente, constaría de los siguientes grafemas:
a, b, c, d, e, f, g, h, i, j, k, l, m, n, o, p, q(u), r, s, ʒ, t, þ, u, w, z
El grafema qu representaría un sonido /kw/, el grafema ʒ representa /s/, como en skauʒ /skaus/ ‘matriz, útero’ (emparentado con el alemán Schoß ‘regazo, matriz’). La z representa la africada /ʦ/. h es /h/ a principio de palabra y /x/ en el resto de posiciones.

### Textos
Entre los textos o fuentes primarias están las inscripciones en futhark antiguo, entre ellas está la «cápsula de bronce de Schretzheim» (ca. 600):
(sobre la tapa) arogisd
(en la parte inferior) alaguþleuba: dedun
«Arogisl/-gast. Alaguth (y) Leuba (lo) hicieron»
También están las fíbulas de Bezenye en Hungría (mediados del siglo VI):
(fíbula A): godahid unj[a]
(fíbula B): (k?)arsiboda segun
«A Godahi(l)d, (con) simpatía (?), bendición de Arsiboda»
Además existe un cierto número de textos latinos que incluyen nombres lombardos, y textos legales lombardos que contienen términos tomados del vocabulario legal del vernacular germánico, entre estos textos están:
- Origo gentis Langobardorum
- Historia Langobardorum de Pablo el Diácono.
- Historia Langobardorum codicis Gothani
- Edicto de Rotario

En 2005, se discutió si la inscripción encontrada sobre la espada de Pernik podría ser lombárdica.